# Pondok Petir
Pondok Petir is een bestuurslaag in het regentschap Depok van de provincie West-Java, Indonesië. Pondok Petir telt 20.372 inwoners (volkstelling 2010).